# Cyclophora stella
Cyclophora stella là một loài bướm đêm trong họ Geometridae.